# 性交疼痛
性交疼痛，是指经常或反复于性交时出现的外阴、阴道或下腹部疼痛为主要症状的疾病，也称性生活不适，是女性性功能障碍中最常见的一种。它包括性交痛以及由此而导致的性交不能。前者仅表现为每于性交时阴道、外阴或下腹部疼痛，后者由于疼痛严重，致使阴茎不被允许或无法进入前庭及插入阴道，使性交过程无法进行。它可能是由心理原因或生理原因导致，并常见于女性。
对于性交疼痛的医疗评估常常先考虑生理原因多于心理原因。在大多数性交疼痛病例中，均有生理原因存在。对于女性骨盆底肌肉产生的不自觉肌肉收缩病症称之为阴道痉挛。根据《精神病诊断与统计手册》（第四版），性交疼痛通常发生于性交过程前、中间、后所有持续性、复发性疼痛，这些并非仅仅是缺乏阴道润滑或阴道痉挛。现有文献就引起性交疼痛的原因存在分歧。